# Centropyge ferrugata
El pez ángel enano Centropyge ferrugata es un pez marino, de la familia de los Pomacanthidae. 
Su nombre común en inglés es Rusty angelfish, o pez ángel oxidado. Es una especie ampliamente distribuida, común y con poblaciones estables en su rango de distribución geográfica.

## Morfología
Posee la morfología típica de su género, cuerpo ovalado y comprimido lateralmente y aletas redondeadas. La coloración base es marrón dorado a anaranjado, volviéndose naranja vivo hacia el vientre. Los bordes de las aletas anal y dorsal son azul eléctrico claro. El cuerpo está moteado con pequeñas rayitas oscuras. Su aleta caudal es casi transparente, con una tonalidad entre blancuzca y amarillo pálido.
Tiene 14 espinas y 17 radios blandos dorsales; 3 espinas y 17-18 radios blandos anales.
Alcanza los 10 cm de largo.

## Hábitat y comportamiento
Especie asociada a arrecifes y clasificada como no migratoria.
Su rango de profundidad está entre 6 y 30 metros.
Son bento-pelágicos, y suelen encontrarse en arrecifes exteriores rocosos, así como en fondos con escombros con crecimiento extensivo de algas. 
Ocurre solitario o en pequeños grupos perdidos, la mayor parte del tiempo pastando en matas de algas filamentosas.

## Distribución geográfica
Se distribuye en el océano Pacífico oeste, siendo especie nativa de Filipinas; Japón y Taiwán (China). No se ha confirmado la presencia de ejemplares vagabundos en Palaos.

## Alimentación
Es principalmente herbívoro, aunque se nutre también de ascidias y pólipos de corales duros.

## Reproducción
Aunque no se dispone de información específica sobre su reproducción, como todo el género, son ovíparos, de fertilización externa y no cuidan sus alevines.
Todas las especies de Centropyge estudiadas al respecto hasta la fecha, son hermafroditas protoginicas, esto significa que todos nacen hembras y a un dado momento, se transforman en machos. Se organizan en harenes de un macho y varias hembras.
Las hembras se sitúan en un afloramiento coralino, u otra prominencia similar del territorio, y permanecen allí durante todo el periodo de desove. Los machos recorren el territorio rodeando y precipitándose varias veces sobre cada hembra. La ceremonia continúa ascendiendo ambos, para, a continuación, situarse el macho bajo la hembra, en una posición de su cabeza de 45° en relación con el vientre de la hembra. El macho sitúa su boca justo encima del orificio genital de la hembra y a continuación, ambos ascienden de 10 a 50 cm, uniendo sus orificios genitales y desovando juntos los huevos y el esperma durante 2 a 18 segundos. Produciéndose así la fertilización.